# Steve Bovay
Steve Bovay (né le 25 novembre 1984), est un coureur cycliste suisse, professionnel au sein l'équipe BMC Racing de John Lelangue, en 2008 et 2009.

## Biographie
Steve Bovay a été professionnel en 2008 et 2009 chez BMC Racing. Faute d'équipe en 2010, il met un terme à sa carrière professionnelle et travaille dans l'organisation du Tour de Romandie.

## Palmarès
- 2002
  - 2ea étape du Tour du Pays de Vaud
- 2004
  - 3e du championnat de Suisse sur route espoirs
- 2006
  - Rund um die Rigi
- 2009
  - 3e du Championnat de Zurich amateurs

## Classements mondiaux
| Année           | 2006 | 2007 |
| --------------- | ---- | ---- |
| UCI Europe Tour | 968e | 890e |